# Ugrofińska wampirzyca
Ugrofińska wampirzyca (węg. Finnugor vámpír) – powieść wydana w 2002 roku, węgierskiej pisarki Noémi Szécsi. Debiut literacki będący błyskotliwą refleksją o współczesnym świecie, mentalności Węgrów i ich codziennym życiu.  

## Fabuła
Ugrofińska wampirzyca to opowieść młodej dziewczynie Jerne Volta-Amperé. Mieszka na poddaszu budapeszteńskiej kamienicy razem z wampirzą babką, nieżyjącą od ponad 200 lat. Kobietom towarzyszy stado dobrze odżywionych szczurów, które babka karmi suplementami diety dla kotów. Dziewczyna początkowo stara się prowadzić normalne życie, zatrudnia się w wydawnictwie, mając nadzieję, że w ten sposób uda jej się wydać swoje teksty. Wszystko zmienia się gdy sama zostaje ukąszona i staje się wampirem. 
Jerne ma trudności z przystosowaniem się do wampirzych obyczajów i stara się podążać własną drogą, czym doprowadza do rozpaczy swoją apodyktyczną, sypiającą w trumnie i kąpiącą się we krwi babkę. Dziewczyna marzy o wydaniu książki z bajkami o zwierzętach. Pisanie jest dla niej formą terapii i autorefleksji. To czynność, jakiej oddaje się z pełną pasją i zaangażowaniem. W międzyczasie snuje ciekawe, błyskotliwe refleksje o współczesnym świecie. Liczne nawiązania do węgierskiej kultury i historii przedstawione są często w krzywym zwierciadle. 